# Atemptat del carrer dels Canvis Nous

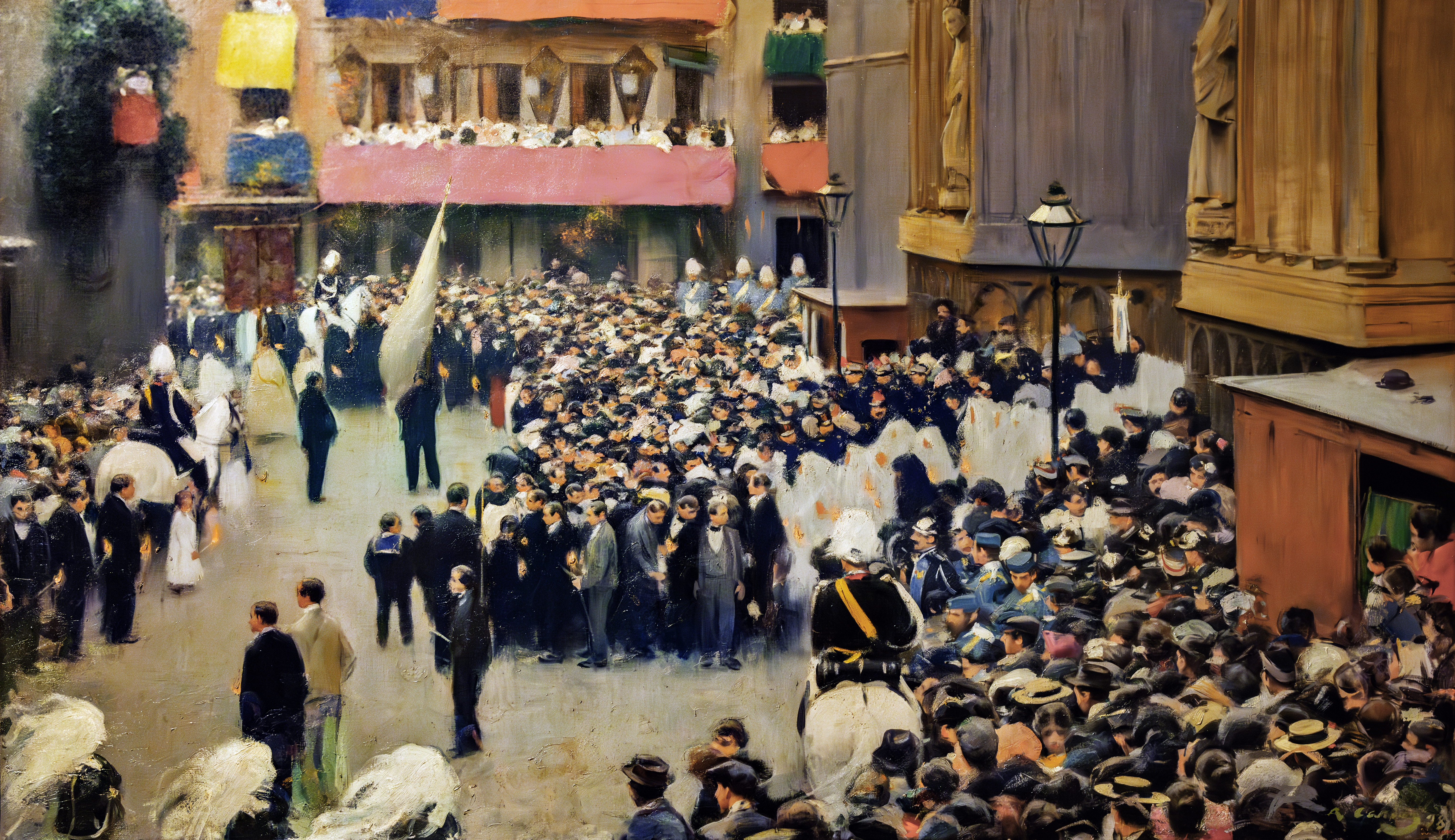
Sortida de la processó del Corpus de l'església de Santa Maria, quadre de Ramon Casas representant moments abans dels fets dels Canvis Nous.

L'atemptat del carrer dels Canvis Nous fou una massacre comesa a Barcelona el dia de Corpus Christi de 1896 (diumenge 7 de juny) contra una processó quan passava pel carrer. Cap a les nou del vespre un artefacte explosiu fou llançat des d'un terrat al pas de la comitiva. El fet fou atribuït per les autoritats a elements anarquistes i mesos després foren jutjats i condemnats a mort cinc obrers, entre ells el sindicalista Tomàs Ascheri, fet que presenta dubtes sobre si fou realment qui va llençar la bomba.

## Antecedents
L'anarquisme va néixer de les utopies socialistes que filosofaren diversos pensadors a inicis del segle xix, com William Godwin. Imaginaren una societat que visqués sense governs ni jerarquies que posessin unes persones damunt d'unes altres. Amb el creixement de la industrialització a tot el continent europeu va augmentar també la massa d'obrers desarrelats i en condicions precàries que començaren a organitzar-se i a militar en un diversificat moviment obrer.
Amb el temps, el fracàs continuat de les vagues generals com a eina perquè es produís la revolució entesa com a canvi immediat de les condicions de vida va decebre molts obrers i intel·lectuals que donaren crèdit a les idees anarcocomunistes de Kropotkin i Malatesta, els quals advocaven per la violència com a nova eina obrera.
Seguint l'exemple de l'agitació anarquista a París, Londres i a Itàlia, també començaren a Barcelona els atemptats per mitjà d'explosius: El 1893 tingué lloc a la plaça Reial l'atac amb bomba contra el general Arsenio Martínez Campos perpetrat per Paulí Pallàs i Latorre, que després de cometre'l llença la seva gorra a l'aire cridant visques a l'anarquia. Aquell mateix any Santiago Salvador Franch llançava dues bombes orsini al Gran Teatre del Liceu. La llei titulada de repressió de l'anarquisme del 10 de juliol de 1894 sobre els delictes comesos pel mitjà d'explosius i les execucions de Pallàs i Salvador, foren seguides d'un període de calma; però no fou gaire duradora.

## Atemptat
En el centre de carreters es reunien anarquistes i recollien fons per finançar accions, i es van distribuir entre dues comissions, la de Gràcia, encapçalada per Josep Molas, Antoni Nogués i Francesc Llombart, i la de Sants, encapçalada per Jaume Vilella, Josep Vila i Josep Pons.
Nogués i Molas prengueren dues bombes, que havien de llençar el 6 de juny de 1896 al pas de la processó del Corpus a la Catedral de Barcelona, però en desistiren al darrer moment i abandonaren els artefactes al carrer de Fivaller. En canvi el 7 de juny, es llançava una altra bomba al pas de la processó del Corpus pel carrer de Canvis Nous, a la parròquia de Santa Maria del Mar, que causà nombrosos morts i ferits.
Des de bon principi els espais anarquistes van negar tenir res a veure amb aquesta acció. Totes les seves accions sempre havien estat dirigides vers les oligarquies i aquest cop els morts eren proletaris. Això va situar el punt de mira sobre el govern i els militars, que haurien fet l'atemptat per reprimir el moviment obrer, una versió avalada per Frederica Montseny. Altres apunten al principal inculpat, Tomàs Ascheri, considerat un personatge tèrbol amb connexions amb el govern civil, encara que no té sentit que la justícia condemnés a mort un confident policial.
Sembla que la versió més consistent d´autoria és la que assenyala al francès François Girault, que marxa cap a París després de l'atemptat i un cop allà, assabentat del que passa a Montjuïc, en confessa l'autoria a Tarrida del Mármol i a Malato, que li aconsellen que es presenti per aclarir els fets i així alliberar els innocents. Però Girault fuig cap a l'Argentina i mai més torna a actuar amb el moviment anarquista. Una versió que és avalada per anarquistes com Mella, Prat, Roocker i Abad de Santillan.

## Conseqüències
Com a autor sospitós d'aquest atemptat, Tomàs Ascheri Fossatti fou empresonat al castell de Montjuïc, sofrí maltractaments per part de la Guàrdia Civil i, tot i no ésser veritat, reconegué la seva culpabilitat i la d'altres anarquistes. Aquest fet fou la base legal per a iniciar el procés de Montjuïc, un consell de guerra amb més de 87 encausats, en què foren condemnats a mort i afusellats Tomàs Ascheri, Antoni Nogués Figueras, Josep Molas, Jaume Vilella, Lluís Mas, Sebastià Sunyé i Joan Alsina el 4 de maig de 1897, i uns altres 67 condemnats a penes de presó entre vuit a vint anys.
El president del Consell de Ministres Antonio Cánovas del Castillo fou tirotejat i mort el 1897 per l'anarquista italià Michele Angiolillo, al balneari de Santa Àgueda, a Mondragón, Guipúscoa, com a revenja pels afusellaments.